# Manresa Retreat House w Victorii
Manresa Retreat House w Victorii na wyspie Gozo, Malta – duchowe centrum rekolekcyjne pod wezwaniem Matki Bożej z Manresy i św. Ignacego Loyoli, prowadzone przez jezuitów.
Budynek, zaprojektowany przez kanonika Salvatore Bondiego na zamówienie biskupa Ferdinando Mattei, powstał w latach 1810–1822. Pierwotnie był domem rekolekcyjnym zarówno dla osób duchownych jak i świeckich. W roku 1953 przeszedł pod zarząd jezuitów, i od tej pory jest miejscem wyciszenia, modlitwy i refleksji dla osób, chcących spędzić kilka dni na duchownych rekolekcjach.

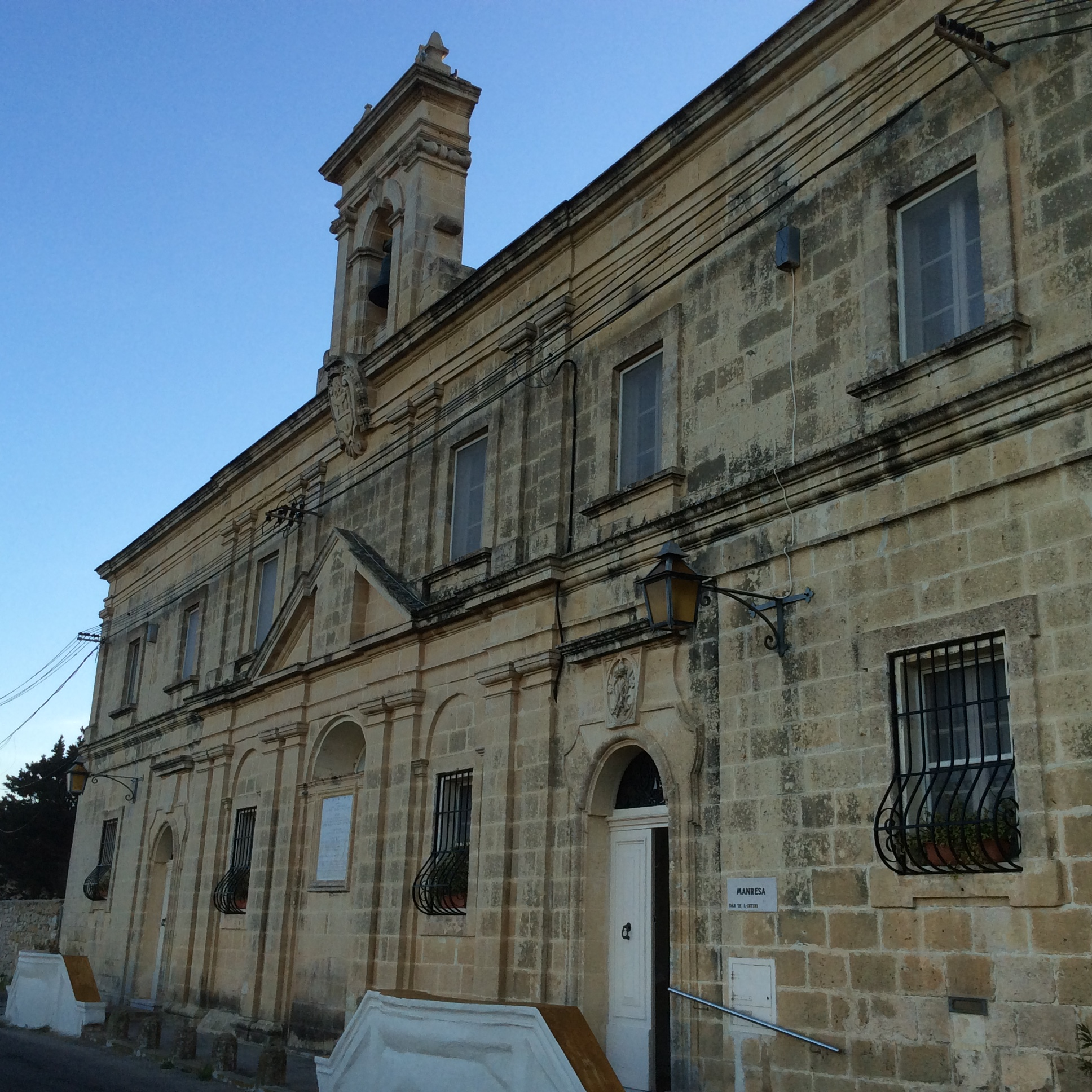
Elewacja budynku od Triq Santa Duminka; widoczna dzwonnica i wejście do kaplicy

Dom zbudowany wokół pięknej, centralnie położonej kaplicy oraz dziedzińca, i ma rozległe ogrody z fontannami, drzewami pomarańczowymi, ławkami i altanami, które zapewniają ciszę i spokój.
Kaplica Centrum, poświęcona Matce Bożej z Manresy, jest otwarta dla ogółu, a msza św. jest odprawiana codziennie rano i wieczorem. Mała sala modlitewna jest dostępna dla mieszkańców domu.
Manresa Retreat House dysponuje 30 pokojami, z których szesnaście może pomieścić pary. Wszystkie pokoje dysponują łazienką i widokiem na ogród i okolicę. Pokoje są dobrze wentylowane latem i ogrzewane zimą. Główna jadalnia może pomieścić do stu osób, a mniejsza oferuje cichą kolację dla sześciu osób.

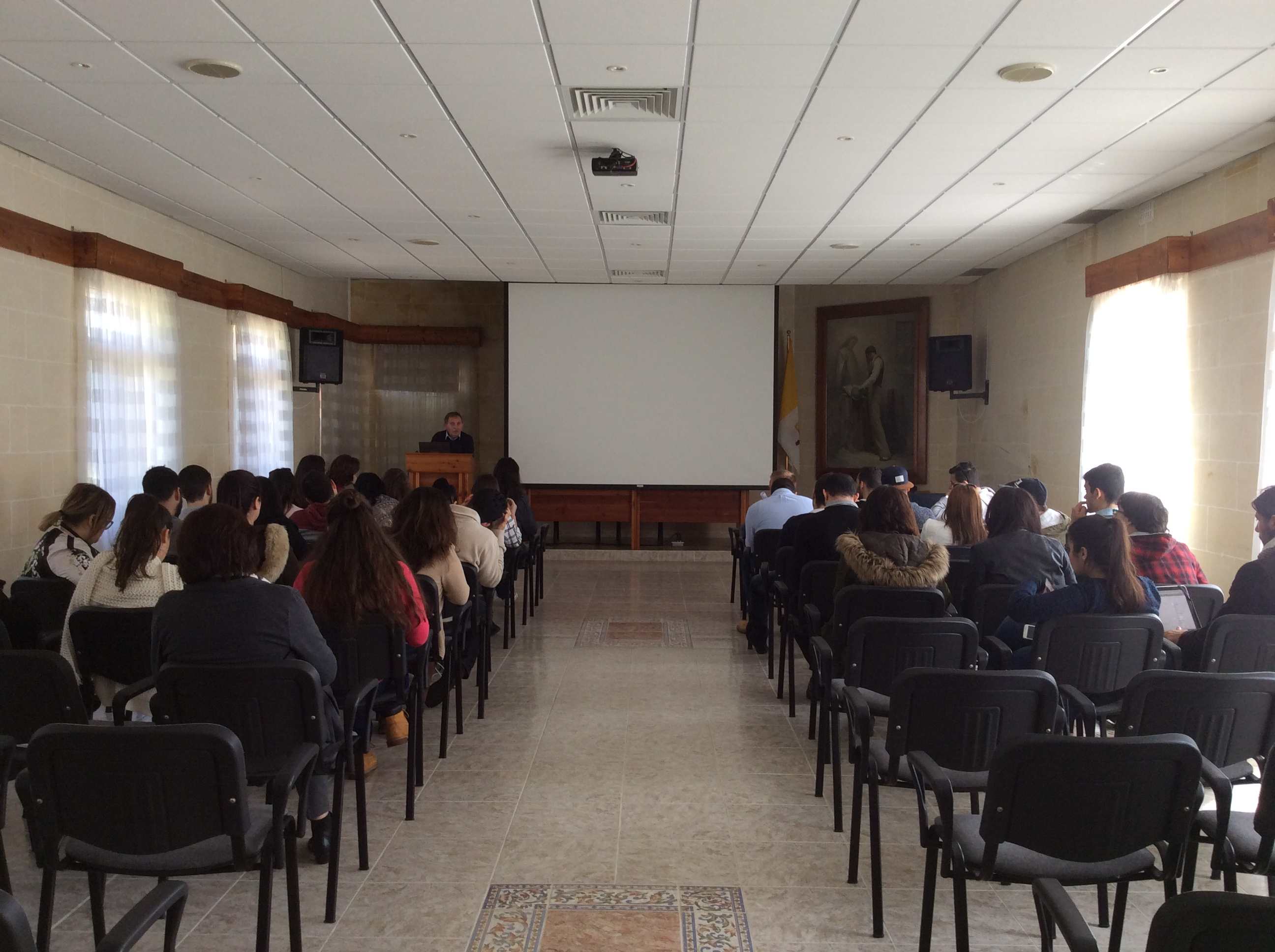
Jedna z sal konferencyjnych

Inne udogodnienia obejmują specjalistyczną bibliotekę i trzy multimedialne sale konferencyjne, które mogą pomieścić 25, 40 i 120 osób, i nadają się do różnych spotkań i seminariów.
Dom Rekolekcyjny Manresa przyjmuje ludzi wszystkich wyznań, którzy szukają odpoczynku i regeneracji sił, lub rekolekcji. Przez cały rok oferowane są różnorodne rekolekcje indywidualne i grupowe, oparte na duchowości św. Ignacego Loyoli.

Prowadzone są rekolekcje w ciągu jednego dnia, tygodnia, pięciu lub ośmiu dni, a także pełny cykl ćwiczeń duchowych w ciągu trzydziestu dni. Odbywają się one głównie w języku maltańskim i angielskim, ale oferowana jest możliwość poradnictwa w języku włoskim i francuskim.
Członkowie wspólnoty jezuickiej mieszkający w Domu Rekolekcyjnym Manresa są dostępni, dla kierownictwa duchowego i dla sakramentu pojednania, przez cały czas.
Kierownictwo Domu traktuje priorytetowo rekolekcje, seminaria, sesje modlitewne i dni nauki. Jeśli jednak dostępne są pokoje, ci, którzy mogą chcieć spędzić trochę czasu ciesząc się ciszą i spokojem, które oferuje wyspa Gozo, są najbardziej pożądanymi gośćmi!

Koszt pobytu w Manresa House wynosi 37 euro za dzień (pełne wyżywienie).